# چپ قولک
چپ قولک یک روستا در افغانستان است که در ولایت بامیان واقع شده‌است.